# Saint-Lys

Saint-Lys este o comună în departamentul Haute-Garonne din sudul Franței. În 2009 avea o populație de 8.397 de locuitori.

## Evoluția populației
| An        | 1975  | 1982  | 1990  | 1999  | 2006  | 2009  |
| --------- | ----- | ----- | ----- | ----- | ----- | ----- |
| Populație | 2.820 | 3.503 | 4.565 | 5.455 | 7.741 | 8.397 |